# نيكولا يانكوفيتش (كرة سلة)
نيكولا يانكوفيتش (بالصربية: Никола Јанковић) مواليد 13 فبراير 1994 في فرانيي، صربيا والجبل الأسود، هو لاعب كرة سلة صربي. بدأ مسيرته الاحترافية في سنة 2012. يلعب مع نادي أوليمبيا لكرة السلة. يحمل الرقم 12.

## المسيرة الاحترافية
لعب مع سبيرو شارلوروا من سنة 2012 إلى 2015، ثم لعب مع نادي ميغا لكرة السلة في موسم 2015–2016، ثم لعب مع نادي أوليمبيا لكرة السلة في سنة 2016.

## روابط خارجية
- نيكولا يانكوفيتش على موقع الاتحاد الدولي لكرة السلة (الإنجليزية)
- نيكولا يانكوفيتش على موقع الدوري الأوروبي لكرة السلة (الإنجليزية)
- نيكولا يانكوفيتش على موقع كرة السلة الأوروبية.كوم (الإنجليزية)
- نيكولا يانكوفيتش على موقع DraftExpress.com (الإنجليزية)
- نيكولا يانكوفيتش على موقع ريلجم (الإنجليزية)
- نيكولا يانكوفيتش على موقع بروبوليرز (الإنجليزية)
- نيكولا يانكوفيتش على موقع سبورتس رفرنس (الإنجليزية)